# Karatschi Süd (Distrikt)

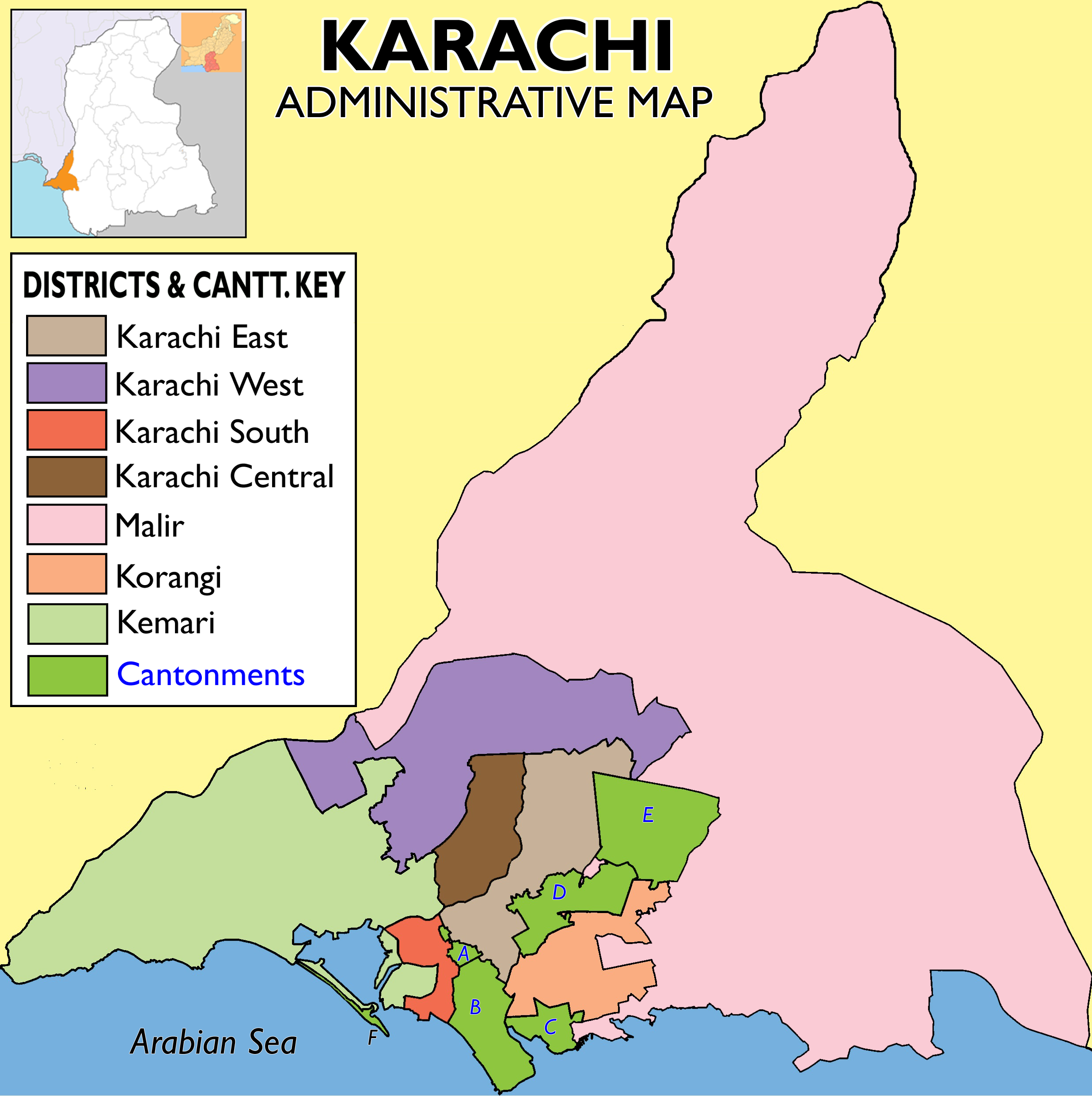
Verwaltungsgliederung von Karatschi

Der Distrikt Karatschi Süd (Urdu: ضلع کراچی) ist ein Verwaltungsdistrikt in Pakistan in der Provinz Sindh. Der Distrikt bildet einen Teil der Stadt Karatschi und besteht aus dem Stadtteil Saddar.
Der Distrikt hat eine Fläche von 122 km² und nach der Volkszählung von 2017 1.791.751 Einwohner. Die Bevölkerungsdichte beträgt 14.686 Einwohner/km².

## Lage
Der Distrikt befindet sich im Süden der Provinz Sindh, die sich im Südosten von Pakistan befindet. Er bildet den südlichen Teil der Megastadt Karatschi.

## Geschichte
Im Jahr 2000 wurde der Distrikt abgeschafft und Karatschi wurde ein einzelner Distrikt des Sindh. Am 11. Juli 2011 stellte die Regierung von Sindh den Distrikt Karatschi Süd wieder her.

## Demografie
Zwischen 1998 und 2017 wuchs die Bevölkerung um jährlich 1,02 %. In 327.518 Haushalten leben 943.546 Männer, 848.010 Frauen und 195 Transgender, woraus sich ein Geschlechterverhältnis von 111,2 Männer pro 100 Frauen ergibt und damit einen für Pakistan häufigen Männerüberschuss.
| Jahr | Einwohnerzahl |
| ---- | ------------- |
| 1998 | 1.478.047     |
| 2017 | 1.791.751     |